# Zaireichthys compactus
Zaireichthys compactus är en fiskart som beskrevs av Lothar Seegers 2008. Zaireichthys compactus ingår i släktet Zaireichthys och familjen Amphiliidae. Inga underarter finns listade i Catalogue of Life.